# Eriopisa coeca
Eriopisa coeca is een vlokreeftensoort uit de familie van de Eriopisidae. De wetenschappelijke naam van de soort is voor het eerst geldig gepubliceerd in 1955 door S. Karaman.